# Ốp lết
Trong ẩm thực, ốp lết (nguyên văn tiếng Pháp là omelette) là một món ăn được làm từ trứng đánh lên, rán bằng bơ hoặc dầu ăn trên chảo rán. Một vài loại omelette có nhân như pho mát, các loại rau, giăm bông hoặc kết hợp các nguyên liệu trên.
Để có được trứng xốp, cả quả trứng hay đôi khi lòng trắng trứng được đánh với một lượng nhỏ sữa hoặc kem hoặc nước, ý tưởng là để tạo ra "bong bóng" hơi nước ở bên trong món trứng được nấu chín nhanh. Một số đầu bếp tại gia còn thêm bột nở để làm trứng xốp. Tuy nhiên, cách này đôi khi không được những đầu bếp truyền thống ưa thích.

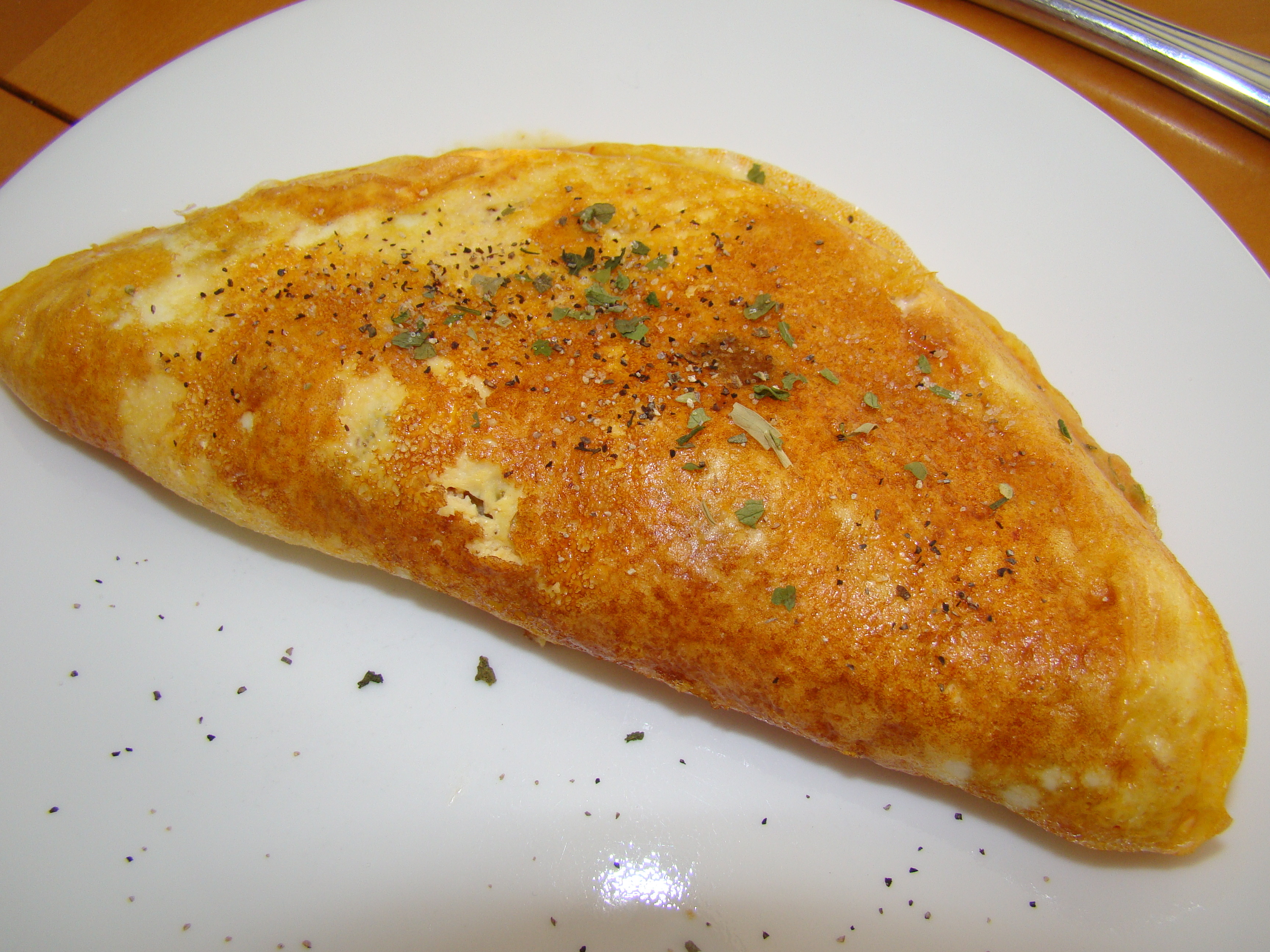
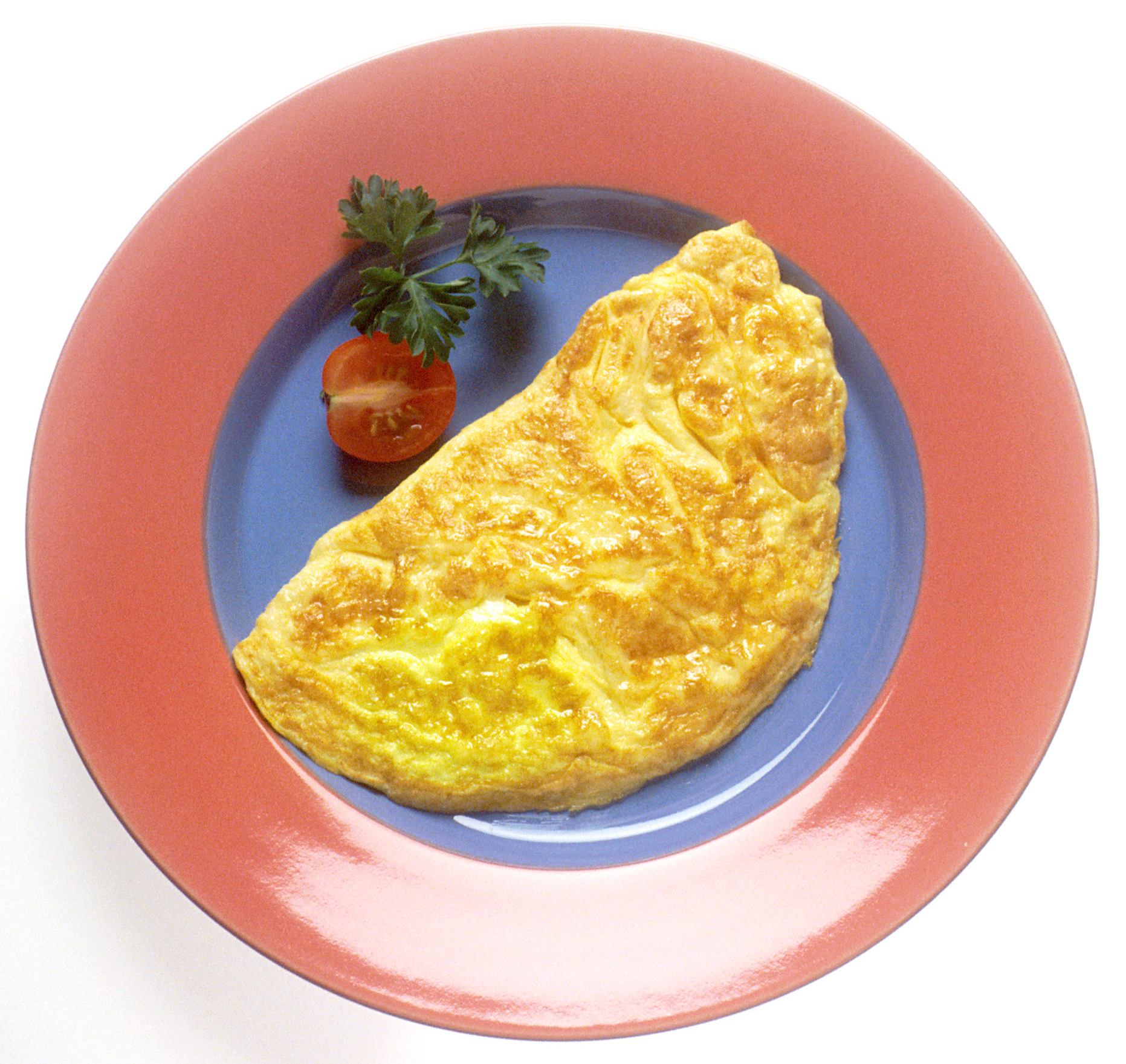
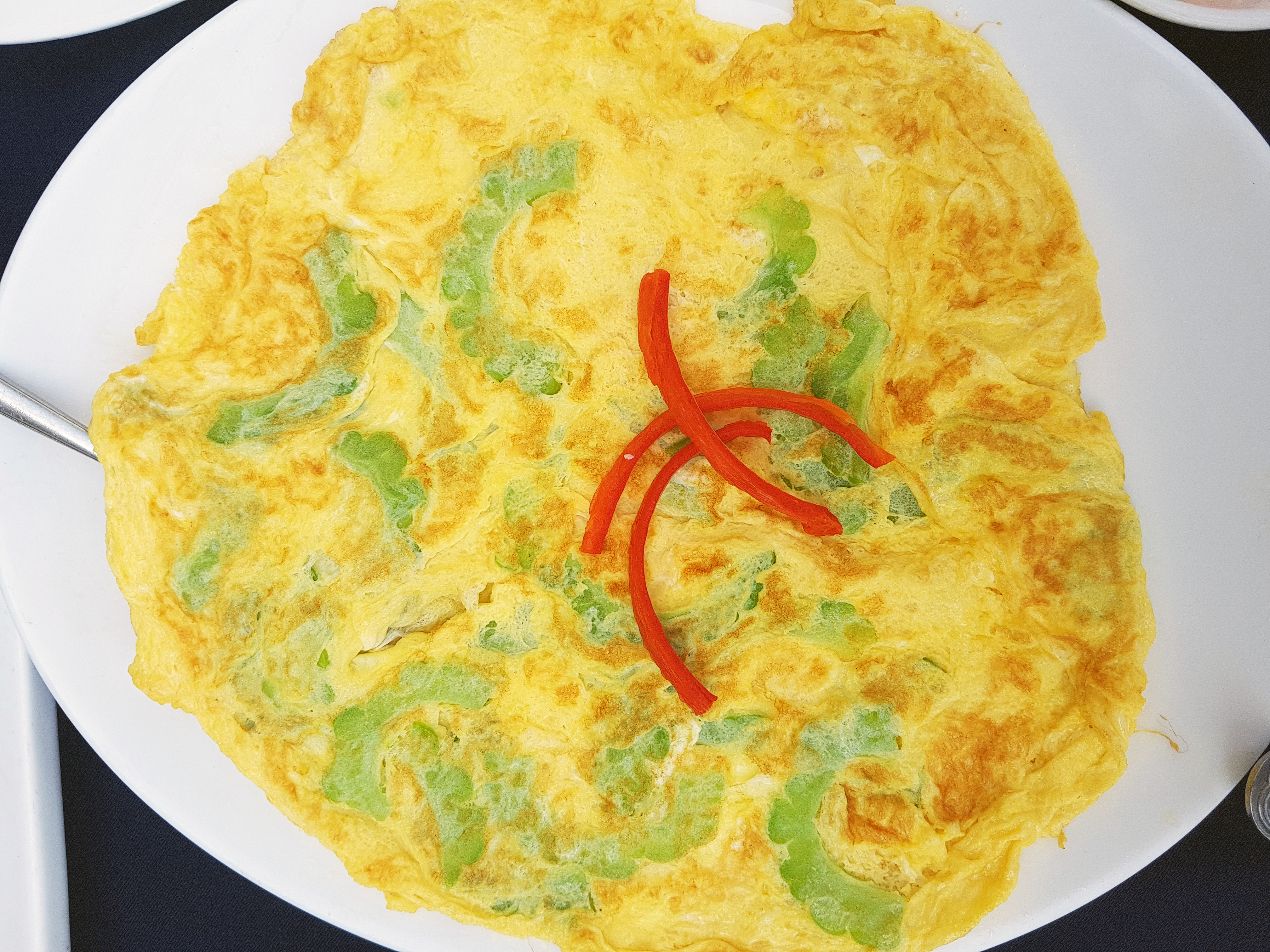
Kiểu Khmer, với mướp đắng
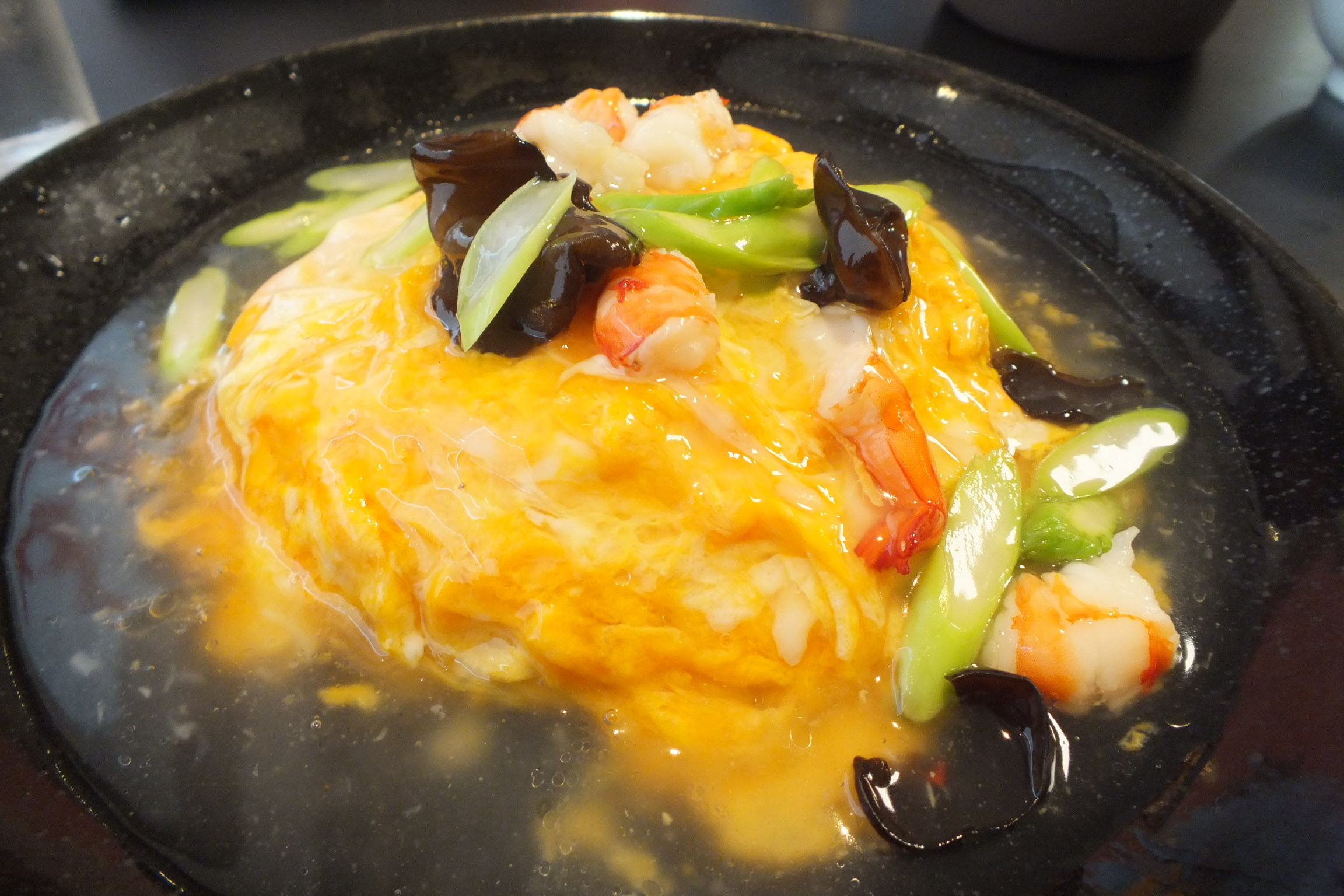
Kiểu Nhật Bàn, Tenshindon (tiếng Nhật: 天津丼), trứng ốp la thịt cua trên cơm
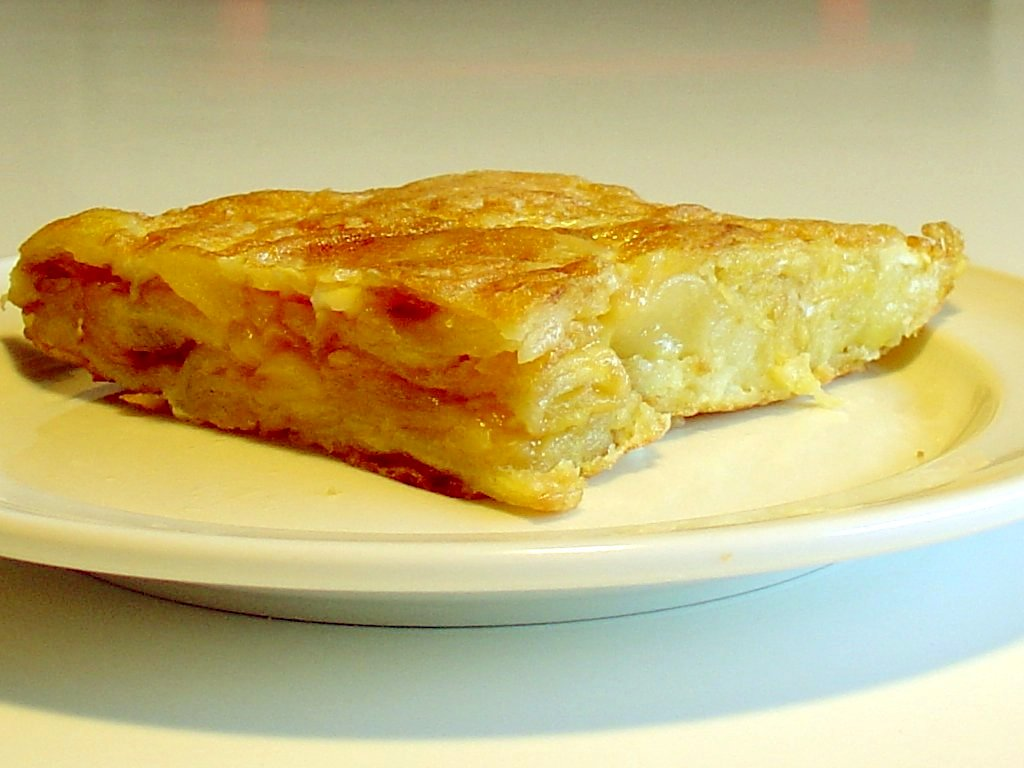
Kiểu Tây Ban Nha, Tortilla patatas